# Hocking County
Hocking County är ett administrativt område i delstaten Ohio, USA. År 2010 hade countyt 29 380
invånare. Den administrativa huvudorten (county seat) är Logan. 

## Geografi
Enligt United States Census Bureau har countyt en total area på 1 097 km². 1 095 km² av den arean är land och 2 km² är vatten.    

### Angränsande countyn
- Perry County - nordost
- Athens County - sydost
- Vinton County - syd
- Ross County - sydväst
- Pickaway County - väst
- Fairfield County - nordväst